# Gran Premio motociclistico d'Olanda 1952
Il Gran Premio motociclistico d'Olanda 1952  fu il terzo appuntamento del Motomondiale 1952 e vi corsero tutte le quattro classi disputate in singolo mentre non furono presenti i sidecar.
Si svolse sabato 28 giugno 1952 sul circuito di Assen e si registrò la vittoria di Umberto Masetti su Gilera in 500, di Geoff Duke su Norton in 350 (alla terza vittoria consecutiva dell'anno), di Enrico Lorenzetti su Moto Guzzi in 250 e di Cecil Sandford su MV Agusta in 125 (alla seconda vittoria consecutiva in campionato).

## Classe 500

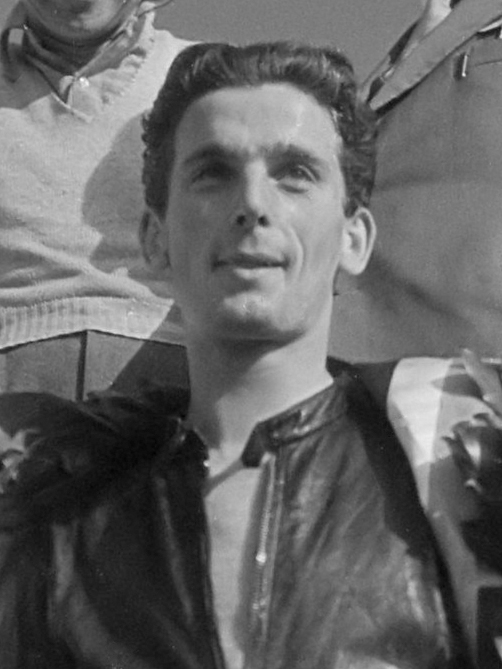
Il vincitore della classe 500 Umberto Masetti

Furono 30 i piloti presenti alla partenza e di essi 14 vennero classificati al termine della gara

### Arrivati al traguardo
| Pos. | Pilota            | Moto      | Tempo        | Punti |
| ---- | ----------------- | --------- | ------------ | ----- |
| 1    | Umberto Masetti   | Gilera    | 1h 56' 03" 9 | 8     |
| 2    | Geoff Duke        | Norton    | + 1" 1       | 6     |
| 3    | Ken Kavanagh      | Norton    | + 1:08.1     | 4     |
| 4    | Reg Armstrong     | Norton    | + 1:46.1     | 3     |
| 5    | Rod Coleman       | AJS       | + 3:04.1     | 2     |
| 6    | Nello Pagani      | Gilera    | + 3:05.1     | 1     |
| 7    | Leslie Graham     | MV Agusta | + 3:07.1     |       |
| 8    | Libero Liberati   | Gilera    | + 6:21.1     |       |
| 9    | Jack Brett        | AJS       | + 1 giro     |       |
| 10   | Ken Mudford       | Norton    | + 1 giro     |       |
| 11   | Lous van Rijswijk | Matchless | + 1 giro     |       |
| 12   | Geoffrey Read     | Norton    | + 2 giri     |       |
| 13   | Piet Bakker       | BMW       | + 2 giri     |       |
| 14   | Dreikus Veer      | Triumph   | + 2 giri     |       |

### Ritirati
| Pilota              | Moto      | Motivo ritiro |
| ------------------- | --------- | ------------- |
| Rally Dean          | Norton    |               |
| Alfredo Milani      | Gilera    |               |
| Dean Hollier        | Norton    |               |
| Henk Steman         | Norton    |               |
| Tony McAlpine       | Norton    |               |
| Humphrey Ranson     | Norton    |               |
| Lodewijk Simons     | Norton    |               |
| Arthur Wheeler      | Norton    |               |
| Ray Amm             | Norton    |               |
| Cees Fokke-Bosch    | Norton    |               |
| Sidney Lawton       | AJS       |               |
| Robert Matthews     | Matchless |               |
| Simon Sandys-Winsch | Velocette |               |
| Carlo Bandirola     | MV Agusta |               |
| Sidney Mason        | Norton    |               |
| Ernie Ring          | Matchless |               |

## Classe 350

### Arrivati al traguardo (primi 6)
| Pos. | Pilota        | Moto   | Tempo | Punti |
| ---- | ------------- | ------ | ----- | ----- |
| 1    | Geoff Duke    | Norton |       | 8     |
| 2    | Ray Amm       | Norton |       | 6     |
| 3    | Rod Coleman   | AJS    |       | 4     |
| 4    | Reg Armstrong | Norton |       | 3     |
| 5    | Ken Kavanagh  | Norton |       | 2     |
| 6    | Jack Brett    | AJS    |       | 1     |

## Classe 250

### Arrivati al traguardo (primi 6)
| Pos. | Pilota            | Moto       | Tempo   | Punti |
| ---- | ----------------- | ---------- | ------- | ----- |
| 1    | Enrico Lorenzetti | Moto Guzzi | 1"12'30 | 8     |
| 2    | Bruno Ruffo       | Moto Guzzi |         | 6     |
| 3    | Fergus Anderson   | Moto Guzzi |         | 4     |
| 4    | Arthur Wheeler    | Moto Guzzi |         | 3     |
| 5    | Bill Webster      | Velocette  |         | 2     |
| 6    | Sieb Postma       | Moto Guzzi |         | 1     |

## Classe 125

### Arrivati al traguardo (prime 6 posizioni)
| Pos | Pilota         | Moto        | Tempo     | Punti |
| --- | -------------- | ----------- | --------- | ----- |
| 1   | Cecil Sandford | MV Agusta   | 54'43.600 | 8     |
| 2   | Carlo Ubbiali  | FB Mondial  |           | 6     |
| 3   | Luigi Zinzani  | Moto Morini |           | 4     |
| 4   | Guido Sala     | MV Agusta   |           | 3     |
| 5   | Angelo Copeta  | MV Agusta   |           | 2     |
| 6   | Lo Simons      | FB Mondial  |           | 1     |